# Superpuchar Portugalii w piłce siatkowej mężczyzn (2022)
Superpuchar Portugalii w piłce siatkowej mężczyzn 2022 – 26. edycja rozgrywek o Superpuchar Portugalii rozegrana 1 października 2022 roku w miejskej hali sportowej (Pavilhão Municipal) w Santo Tirso. W meczu o Superpuchar udział wzięły dwa kluby: mistrz i zdobywca Pucharu Portugalii w sezonie 2021/2022 – SL Benfica oraz finalista Pucharu Portugalii w tym sezonie – AJ Fonte Bastardo.
Po raz pierwszy zdobywcą Superpucharu Portugalii został klub AJ Fonte Bastardo.

## Drużyny uczestniczące
| Drużyna           | Osiągnięcia w sezonie 2021/2022           |
| ----------------- | ----------------------------------------- |
| SL Benfica        | mistrzostwo i zdobycie Pucharu Portugalii |
| AJ Fonte Bastardo | finał Pucharu Portugalii                  |

## Mecz
Sobota, 1 października 2022 – 19:00 (UTC+1) • Pavilhão Municipal de Santo Tirso, Santo Tirso
Widzów: 410
Czas trwania meczu: 125 minut
Sędziowie: Ricardo Ferreira i Nuno Maia
| SL Benfica         | 1:3                                 | AJ Fonte Bastardo     |
| Pablo Natan 17 pkt | (25:21, 19:25, 22:25, 19:25) raport | Edson Valencia 23 pkt |

| Poz.                 | Nr | Zawodnik               | 1           | 2           | 3           | 4           | 5 | Pkt |
| -------------------- | -- | ---------------------- | ----------- | ----------- | ----------- | ----------- | - | --- |
| P                    | 3  | André Lopes            | 4 jeden     | 4 jeden     | 4 jeden     | 19 zmiana10 |   | 1   |
| Ś                    | 4  | Peter Wohlfahrtstätter | 8 pięć      | 8 pięć      | 23 zmiana14 | 6 trzy      |   | 6   |
| A                    | 8  | Hugo Gaspar            | 9 sześć     | 9 sześć     | 6 trzy      | 26 zmiana17 |   | 8   |
| P                    | 10 | Pablo Natan            | 7 cztery    | 7 cztery    | 7 cztery    | 8 pięć      |   | 17  |
| Ś                    | 14 | Lucas França           | 5 dwa       |             | 5 dwa       | 4 pusty     |   |     |
| R                    | 17 | Tiago Violas           | 6 trzy      | 6 trzy      | 9 sześć     | 4 jeden     |   | 1   |
| L                    | 7  | Ivo Casas              | L           | L           | L           | L           |   |     |
| Zmiany               |    |                        |             |             |             |             |   |     |
| P                    | 1  | Rapha                  | 12 zmiana3  | 31 zmiana22 | 12 zmiana3  | 5 dwa       |   | 5   |
| R                    | 6  | Bernardo Westermann    | 17 zmiana8  | 17 zmiana8  | 17 zmiana8  | 20 zmiana11 |   |     |
| A                    | 11 | Aaro Nikula            | 26 zmiana17 | 26 zmiana17 | 26 zmiana17 | 7 cztery    |   | 2   |
| Ś                    | 22 | Thales Falcão          | 23 zmiana14 | 5 dwa       | 8 pięć      | 9 sześć     |   | 15  |
| Nie weszli na boisko |    |                        |             |             |             |             |   |     |
| L                    | 2  | Bernardo Silva         |             |             |             | 4 pusty     |   |     |
| P                    | 18 | André Aleixo           |             |             |             | 4 pusty     |   |     |
| Ś                    | 19 | Arthur Puron           |             |             |             | 4 pusty     |   |     |
| Trener               |    |                        |             |             |             |             |   |     |
| Marcel Matz          |    |                        |             |             |             |             |   |     |

| Poz.                 | Nr | Zawodnik          | 1          | 2           | 3           | 4           | 5 | Pkt |
| -------------------- | -- | ----------------- | ---------- | ----------- | ----------- | ----------- | - | --- |
| Ś                    | 3  | Marcos Pereira    | 6 trzy     | 7 cztery    | 6 trzy      | 7 cztery    |   | 8   |
| R                    | 5  | José Neves        | 4 jeden    | 5 dwa       | 4 jeden     | 5 dwa       |   | 1   |
| Ś                    | 6  | Bruno Rubbo       | 9 sześć    | 4 jeden     | 9 sześć     | 4 jeden     |   | 5   |
| P                    | 10 | João Noleto       | 8 pięć     | 9 sześć     | 8 pięć      | 9 sześć     |   | 22  |
| P                    | 13 | Caíque Silva      | 5 dwa      | 6 trzy      | 5 dwa       | 6 trzy      |   | 15  |
| A                    | 17 | Edson Valencia    | 7 cztery   | 8 pięć      | 7 cztery    | 8 pięć      |   | 23  |
| L                    | 7  | Dennis Villalobos | L          | L           | L           | L           |   |     |
| Zmiany               |    |                   |            |             |             |             |   |     |
| P                    | 2  | Federico Gómez    |            | 22 zmiana13 | 22 zmiana13 | 22 zmiana13 |   |     |
| R                    | 4  | Alejandro Lahoz   | 12 zmiana3 | 12 zmiana3  | 15 zmiana6  | 15 zmiana6  |   |     |
| L                    | 16 | Ryan Manoogian    |            | L           |             | 4 pusty     |   |     |
| Nie weszli na boisko |    |                   |            |             |             |             |   |     |
| P                    | 9  | Diogo Pacheco     |            |             |             | 4 pusty     |   |     |
| Ś                    | 12 | Eliezer Dutra     |            |             |             | 4 pusty     |   |     |
| P                    | 14 | Lucas Méndez      |            |             |             | 4 pusty     |   |     |
| A                    | 20 | Victor Lupp       |            |             |             | 4 pusty     |   |     |
| Trener               |    |                   |            |             |             |             |   |     |
| Nuno Abrantes        |    |                   |            |             |             |             |   |     |

## Statystyki meczowe
| BEN | STATYSTYKI        | AJFB |
| 85  | MAŁE PUNKTY       | 96   |
| 48  | ATAK              | 57   |
| 5   | BLOK              | 13   |
| 2   | SERWIS            | 4    |
| 30  | BŁĘDY PRZECIWNIKA | 22   |

## Wyjściowe ustawienie drużyn
| André Lopes Lucas França Tiago Violas Pablo Natan Wohlfahrtstätter Hugo Gaspar Ivo Casas José Neves Caíque Silva Marcos Pereira Edson Valencia João Noleto Bruno Rubbo Dennis Villalobos |